# Molino de Villobas
Molino de Villobas (O Molín de Villobas en aragonais) est un village de la province de Huesca, situé à environ dix kilomètres au sud-est de la ville de Sabiñánigo, au bord du Guarga, dans la Guarguera. Il compte aujourd'hui quatre habitants (INE, 2014).